# خطية

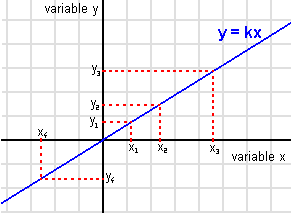

الدالة الخطية في الرياضيات تستوفي شرطين:
- التجانس
- الجمعية

رسم البياني للدالة لها عبارة عن خط مستقيم , يمكن أن يكون مائل أو يوازي محور السينات، عندما يكون المستقيم موازيا لمحور الصادات ، يكون لا يمثل دالة .

## طالع
- خطية التفاضل
- خطية التكامل
- نظام خطي